# Genética de la conservación
La genética de la conservación es el uso de la teoría genética y sus técnicas en las problemáticas de la conservación. Esta rama de la Biología de la conservación, deriva de la genética evolutiva y de la genética cuantitativa.

## Áreas de investigación
Algunos de los tópicos investigados son:
- Los efectos deletéreos de la endogamia en la reproducción y la supervivencia
- La pérdida de diversidad genética y de la capacidad de respuesta frente a los cambios ambientales
- La fragmentación de las poblaciones y la reducción del flujo génico
- El peso de los procesos estocásticos en la evolución de las poblaciones
- Acumulación y perdida de mutaciones
- Resolución de incertezas taxonómicas
- Definición de unidades de manejo
- Efecto del ambiente en la estructura genética de la población
- etc.

## Unidades de conservación
Las unidades de conservación son clasificaciones que se utilizan a menudo en biología de la conservación, genética de la conservación y ecología molecular para separar y agrupar diferentes especies o poblaciones en función de la variación genética y la importancia para la protección. Dos de los tipos más comunes de unidades de conservación son:
- Unidades de manejo (UM): Las unidades de manejo son poblaciones que tienen niveles muy bajos de flujo de genes y, por lo tanto, pueden diferenciarse genéticamente de otras poblaciones.[1]
- Unidades evolutivamente significativas (ESU): Las unidades evolutivamente significativas son poblaciones que muestran suficiente diferenciación genética para justificar su manejo como unidades distintas.

Las unidades de conservación a menudo se identifican utilizando marcadores genéticos neutrales y no neutrales, y cada uno tiene sus propias ventajas. El uso de marcadores neutrales durante la identificación de la unidad puede proporcionar suposiciones no sesgadas de la deriva genética y el tiempo transcurrido desde el aislamiento reproductivo dentro y entre especies y poblaciones, mientras que el uso de marcadores no neutrales puede proporcionar estimaciones más precisas de la divergencia evolutiva adaptativa, lo que puede ayudar a determinar el potencial de conservación para adaptarse a un determinado hábitat.
Debido a las unidades de conservación, las poblaciones y especies que tienen niveles altos o diferentes de variación genética se pueden distinguir para manejar cada una individualmente, que en última instancia pueden diferir en función de una serie de factores. En un caso, el salmón del Atlántico ubicado dentro de la Bahía de Fundy recibió un significado evolutivo basado en las diferencias en las secuencias genéticas encontradas entre diferentes poblaciones. Esta detección de importancia evolutiva puede permitir que cada población de salmón reciba conservación y protección personalizadas en función de su singularidad adaptativa en respuesta a la ubicación geográfica.